# Max Forster

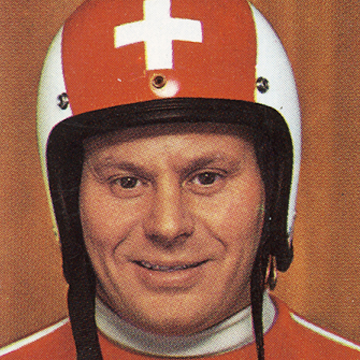
Max Forster (2016)

Max Forster (* 3. November 1934 in Hugelshofen) ist ein Schweizer Bobsportler.

## Karriere
Bei der Bob-Weltmeisterschaft 1970 in St. Moritz gehörte er zum Team um Pilot René Stadler. Im Viererbob-Wettbewerb gewannen sie die Bronzemedaille. Ein Jahr später bei der Bob-Weltmeisterschaft 1971 konnten sie im Viererbob-Wettbewerb die Goldmedaille gewinnen.